# La casa sull'acqua
La casa sull'acqua è un romanzo di Penelope Fitzgerald del 1979, con il quale ha vinto l'edizione del Booker Prize di quell'anno, dopo esser già stata finalista nel 1978 con La libreria.
Il romanzo segue la storia di un gruppo di persone che vivono su alcune barche ancorate sul Tamigi a Battersea, e racconta dei loro disagi e le difficoltà di relazione con coloro che non vivono sul fiume. Per motivi diversi, ad uno ad uno, i proprietari sono costretti ad abbandonare il loro particolare stile di vita.

## Edizioni
- Penelope Fitzgerald, La casa sull'acqua, Sellerio, 2003,  p. 189, ISBN 88-389-1818-X.